# Heroes (film 1977)
Heroes è un film del 1977, diretto dal regista Jeremy Kagan.